# Сенсеј
Сенсеј (先生) значи учитељ (директни превод са јапанског на српски језик, изговара се Сенсее).  Сенсеј  је јапанска титула која се користи у обраћању учитељу, професионалцима као што су доктори и адвокати, политичари, свештенство и другим личностима од ауторитета. Такође употебљава се да се искаже поштовање некоме ко је достигао одређени ниво мајсторства у некој уметности или вештини: писци, музичари, и уметници. Нпр. јапански манга обожаваоци називају манга уметника Осаму Тезуку - „Тезука сенсеј“. Сенсеј је такође једна од уобичајених титула које се користе у јапанским борилачким вештинама.
Јапански израз сенсеј пише се исто као и кинеска реч која се изговара ксианшенг на мандаринском. Ксианшенг је почасна титула за неког ко је поштован; српски еквивалент је господин. Може се користити и уз нечије име у значењу „гдин“. Пре него што је развијен модеран дијалекат, ксианшенг је кориштен у обраћању учитељима оба пола; ово више није у употреби у стандардном мандаринском, мада се и даље задржало у неким јужним кинеским дијалектима као што су Хокиен и Хака, где још увек има значење „доктор“ или „учитељ“. На јапанском језику сенсеј се користи у обраћању људима оба пола. 

## Употреба у Будизму
У зен школама повезаним са Санбо Кјоданом, сенсеј се обично користи за свештене учитеље испод ранга рошија. Исто тако, други зен будисти користе израз за све свештенике без обзира на ранг.

## Осенсеј, даисенсеј и вакасенсеј
Осенсеј (大先生) је јапанска титула коришћена да се направи разлика између два учитеља (или доктора, итд.) са истим именом. Старији или супериорнији се назива осенсеј, а други вакасенсеј (若先生). У већини случајева, осенсеј је отац вакасенсеја.
У борилачким вештинама и духовној пракси, још једна употреба термина је даисенсеј (大先生) или Главни учитељ. Оснивачи аикидоа Морихаи Уешиба и кјокушинкаи каратеа Масутацу Ојама, су називани осенсеј унутар својих организацијама. Осенсеј (велики учитељ) Гичин Фунакоши у каратеу. 

## Негативна конотација
Појам сенсеј се такође може употребити и у негативној конотацији. Понекад ентузијатски навијачи и обожаваоци га могу употребити за ласкање, кад говоре или се обраћају харизматичном пословном, политичком и духовном вођи. Људи који говоре јапански посебно су осетљиви на овакву употребу када се тиче чланова исте социјалне групе који спонтано повезују израз сенсеј са конкретном особом - многи,  ако не и сви који говоре јапански језик, сматрају овакву употребу као знак да је реч о говору присталица о харизматичном духовном вођи или вођи култа. Када говоре о таквој ситуацији, Јапанци ће израз употребити саркастично да исмеју претерано улагивање, а јапански медији се често позивају на њега како би нагласили мегаломанију оних који допуштају да их тако називају. У говору, саркастични сенсеј се наглашава због истицања, док се у писању користи катакана.